# 黛拓郎
黛拓郎（まゆずみ　たくろう）は、日本のアメリカンフットボール選手。アメリカンフットボール日本代表候補。ポジションはタイトエンド。

## 来歴
東京都生まれ。東京都立西高等学校から東京大学に進学。高校時代にアメフトを始め、大学では東京大学ウォリアーズの主力として活躍し、関東リーグ4強進出の原動力となった。2001年、西宮ボウル出場。
卒業後、2003年に日本コカ・コーラに就職。クラブチームであるアサヒビールシルバースターに入団する。
2007年、日本代表候補に選出される。